# Sam Bennett (Radsportler)
Sam Bennett (* 16. Oktober 1990 in Wervik, Belgien) ist ein irischer Radrennfahrer.

## Laufbahn
Sam Bennett wurde 2008 irischer Meister im Straßenrennen der Junioren und gewann bei der Junioren-Europameisterschaft im polnischen Pruszków die Goldmedaille im Punktefahren.
Nachdem Bennet 2010 irischer U23-Straßenmeister geworden war, fuhr er zum Saisonende beim französischen UCI ProTeam Francaise des Jeux als Stagiaire. Von 2011 bis 2013 gehörte Bennett dem UCI Continental Team An Post-Sean Kelly Team an und konnte u. a. bei der Tour of Britain 2010 eine Etappe gewinnen.
Im Jahr 2014 wechselte er zum deutschen UCI Professional Continental Team NetApp-Endura, dem späteren UCI WorldTeam Bora-hansgrohe. Für diese Mannschaft gewann er jeweils im Sprint des Pelotons das Eintagesrennen Rund um Köln 2014 und eine Etappe der Tour of Oman 2015.
In den Jahren 2015 und 2016 gewann er unter anderem zweimal Paris–Bourges und 2017 mit einer Etappe bei Paris–Nizza sein erstes Rennen der UCI WorldTour. Nach weiteren Erfolgen gewann er im Herbst 2017 bei der Türkei-Rundfahrt, ebenfalls ein WorldTour-Rennen, vier Etappen.
Im Massensprint der siebten Etappe des Giro d’Italia 2018 gewann Bennett seinen ersten Tagesabschnitt bei einer Grand Tour vor dem Sieger der zweiten und dritten Etappe Elia Viviani. Er setzte seine Siegesserie fort und gewann auch die 12. Etappe und die Abschlussetappe in Rom. Zudem gewann der Ire das Eintagesrennen Rund um Köln. Im Herbst gewann er drei Etappen und Punktewertung der Türkei-Rundfahrt.
Im Frühjahr 2019 gewann Bennett fünf Abschnitte von WorldTour-Etappenrennen: einen der UAE Tour, zwei bei Paris–Nizza und zwei der Türkei-Rundfahrt. Weitere Siege in der WorldTour gelangen ihm im Laufe des Jahres bei Etappen des Critérium du Dauphiné, der BinckBank Tour und der Vuelta a España.
Nach Ablauf der Saison 2019 wechselte Bennett zu Deceuninck-Quick-Step, nachdem er eine Freigabe seines bisherigen Teams erhalten hatte. Zuvor hatte ein Schiedsgericht der Union Cycliste Internationale einen im Laufe der Saison mit Bora-hansgrohe geschlossenen Vorvertrag für verbindlich erklärt. Er gewann zwei Etappen und die Punktewertung der Tour de France und eine Etappe der Vuelta a España 2020.
In der Saison 2021 gewann Bennett unter anderem zwei Etappen von Paris–Nizza und Brugge–De Panne. Aufgrund der Folgen einer Knieverletzung musste er den Start bei der Tour de France 2021 absagen.
Zur Saison 2022 wechselte Bennet zurück zu Bora-hansgrohe und konnte für dieses Team nach längerer siegloser Zeit am 1. Mai Eschborn–Frankfurt gewinnen. Bei der Vuelta a España gewann er die 2. und 3. Etappe. Im Jahr 2023 konnte Bennett eine Etappe der Vuelta a San Juan, sowie zwei Etappen und die Punktewertung der Sibiu Cycling Tour für sich entscheiden.
Im Jahr 2024 wechselte der zwischenzeitlich 33-jährige Ire zum französischen Decathlon AG2R La Mondiale Team. Im Mai desselben Jahres setzte er sich bei vier der sechs Etappen der Vier Tage von Dünkirchen durch und gewann souverän die Gesamt- und Punktewertung. Ein weiterer Saisonsieg blieb ihm jedoch verwehrt. Im Jahr 2025 gewann er zum Saisonstart jeweils zwei Etappen der Tour de La Provence und Région Pays de la Loire Tour. Bei letzterer setzte er sich auch in der Punktewertung durch. 

## Erfolge
2008
- Europameister – Punktefahren (Junioren)
- Irischer Meister – Straßenrennen (Junioren)

2009
- eine Etappe FBD Insurance Rás

2010
- eine Etappe Rhône-Alpes Isère Tour
- Irischer Meister – Straßenrennen (U23)

2011
- Grote Prijs Stad Geel

2013
- zwei Etappen An Post Rás
- eine Etappe Tour of Britain

2014
- Clásica de Almería
- Rund um Köln
- eine Etappe und Punktewertung Bayern-Rundfahrt

2015
- eine Etappe Tour of Qatar
- zwei Etappen Bayern-Rundfahrt
- Paris–Bourges

2016
- eine Etappe Critérium International
- eine Etappe und Punktewertung Giro della Toscana
- Paris–Bourges

2017
- eine Etappe Paris–Nizza
- zwei Etappen und Punktewertung Tour de Slovénie
- zwei Etappen und Punktewertung Czech Cycling Tour
- Sparkassen Münsterland GIRO
- vier Etappen Türkei-Rundfahrt

2018
- drei Etappen Giro d’Italia
- Rund um Köln
- zwei Etappen und Punktewertung Türkei-Rundfahrt

2019
- eine Etappe Vuelta a San Juan Internacional
- eine Etappe UAE Tour
- zwei Etappen Paris–Nizza
- zwei Etappen und Punktewertung Türkei-Rundfahrt
- eine Etappe Critérium du Dauphiné
- Irischer Meister – Straßenrennen
- drei Etappen und Punktewertung BinckBank Tour
- zwei Etappen Vuelta a España

2020
- eine Etappe Tour Down Under
- Race Torquay
- eine Etappe Burgos-Rundfahrt
- eine Etappe Tour de Wallonie
- zwei Etappen und  Punktewertung Tour de France
- eine Etappe Vuelta a España

2021
- zwei Etappen UAE Tour
- zwei Etappen Paris–Nizza
- Brugge–De Panne
- zwei Etappen und Punktewertung Algarve-Rundfahrt

2022
- Eschborn–Frankfurt
- zwei Etappen Vuelta a España

2023
- eine Etappe Vuelta a San Juan Internacional
- zwei Etappen und Punktewertung Sibiu Cycling Tour

2024
- Gesamtwertung, Punktewertung und vier Etappen Vier Tage von Dünkirchen

2025
- zwei Etappen Tour de La Provence
- zwei Etappen und Punktewertung Région Pays de la Loire Tour

## Grand-Tour-Platzierungen
| Grand Tour            | 2015 | 2016 | 2017 | 2018 | 2019 | 2020 | 2021 | 2022 | 2023 | 2024 |
| --------------------- | ---- | ---- | ---- | ---- | ---- | ---- | ---- | ---- | ---- | ---- |
| Giro d’ItaliaGiro     | –    | –    | 158  | 112  | –    | –    | –    | –    | –    | –    |
| Tour de FranceTour    | DNF  | 174  | –    | –    | –    | 138  | –    | –    | –    | DNF  |
| Vuelta a EspañaVuelta | –    | –    | –    | –    | 132  | 137  | –    | DNF  | –    | –    |